# Pays de Caux

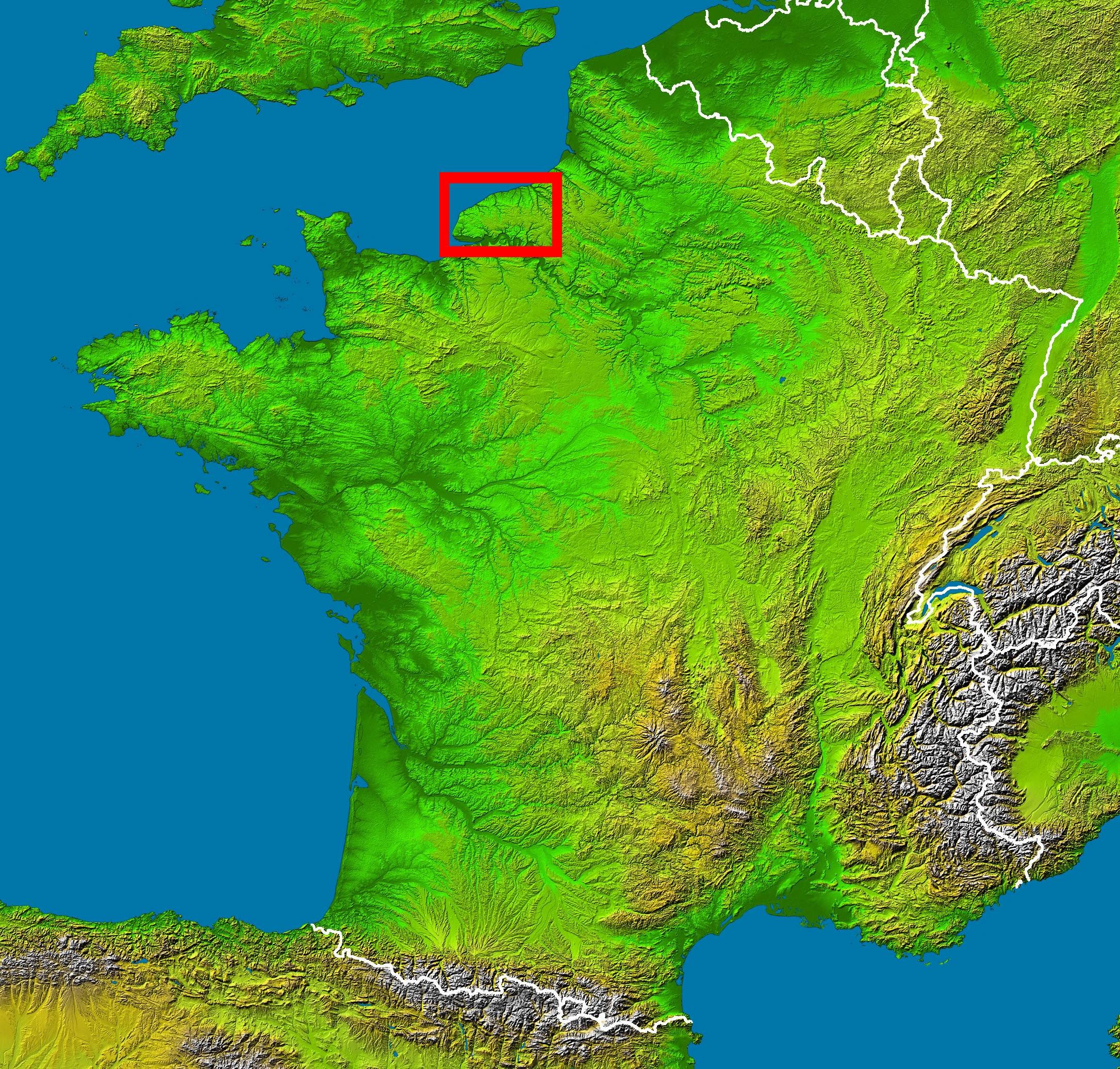
Läge i Frankrike.

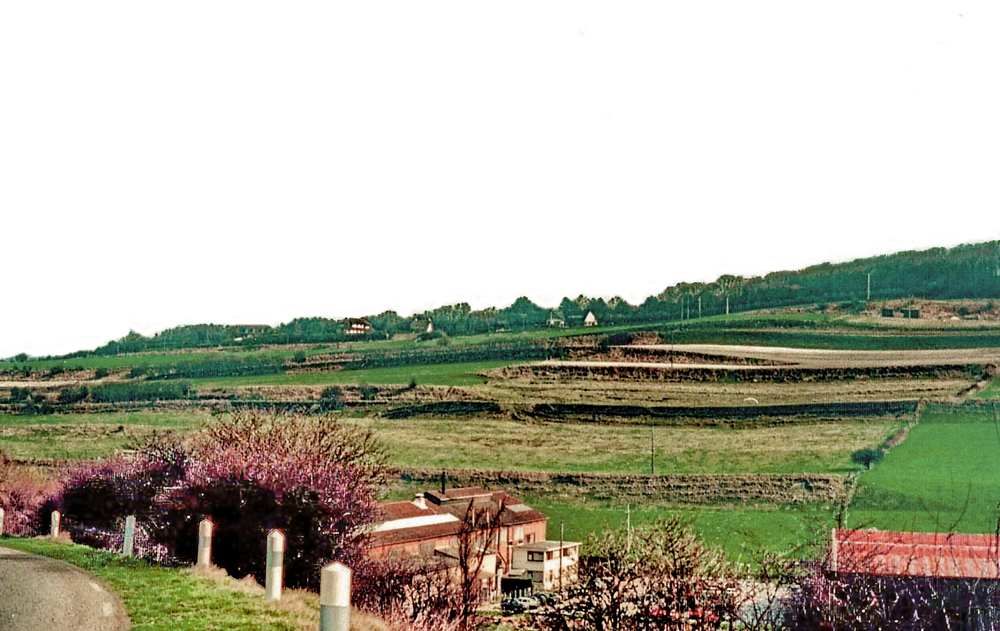
Kulturlandskap i området.

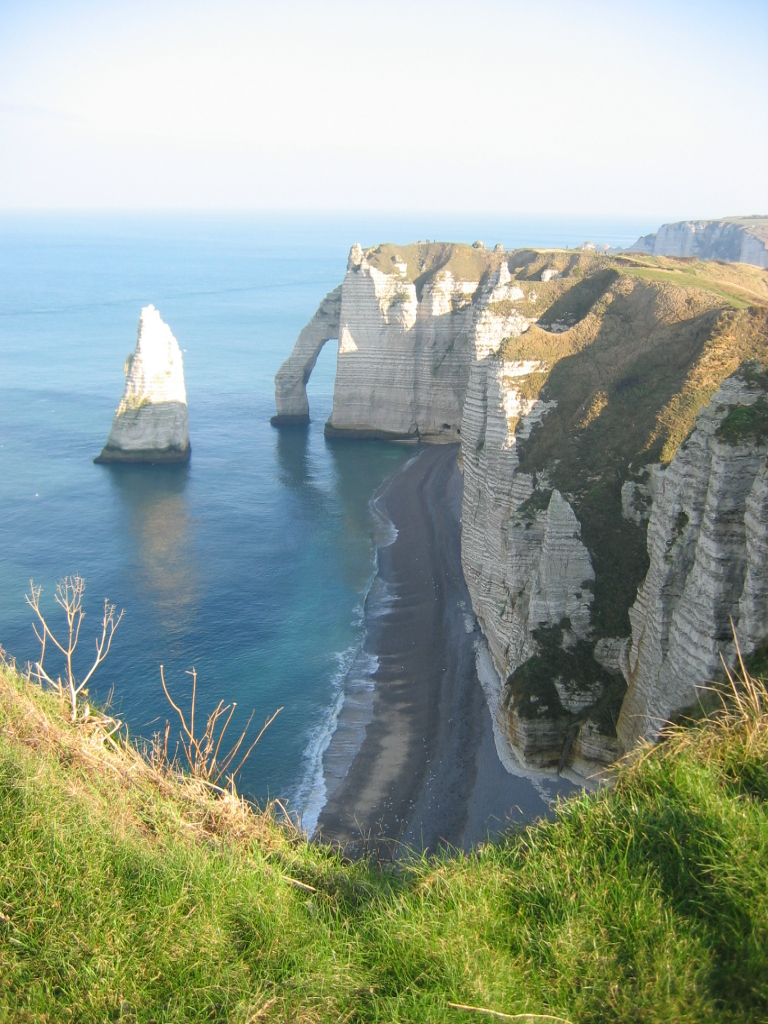
Alabasterkusten vid Étretat.

Pays de Caux är en kalkstensplatå i nordöstra Normandie, som utgör större delen av Seine-Maritime i norra Frankrike. I nordväst får landskapet ett abrupt slut mot Engelska kanalen med lodräta kalkstensklippor (Alabasterkusten). 
Namnet härstammar från normandiska och betyder kalklandet.